# Салтыков, Михаил Глебович
Михаи́л Гле́бович Салтыко́в по прозвищу Криво́й (ум. до 1621 года) — деятель Смутного времени, глава пропольски настроенной части русской аристократии, окольничий (1590), боярин (1601). С 1611 года в Речи Посполитой.

## Служба при Иване Грозном
Происходил из старомосковского боярского рода Салтыковых. Младший из трёх сыновей Глеба Ивановича Салтыкова.
В 1576 году в случае угрозы татарского набега Михаил Глебович Салтыков должен был идти в Серпухов и находиться в большом полку головой. В 1579 году упомянут среди голов в царском походе в Ливонию. В 1581 году М. Г. Салтыков водил из Смоленска к Могилёву полк левой руки, затем командовал передовым полком во Ржеве, откуда был отправлен к Яжелбицам против Стефана Батория. Зимой 1581/1582 года ходил со сторожевым полком против шведов, затем служил в Новгороде Великом 2-м воеводой полка правой руки. В 1583 году водил передовой полк в поход к Казани.

## Служба при Фёдоре Иоанновиче
В 1587 году Михаил Глебович Салтыков водил сторожевой полк «по крымским вестем» «на берег», к Зарайску, после чего стоял 2-м воеводой большого полка в Туле. В 1588 году — воевода в Белёве, затем был отправлен в Данков. В 1589 году ходил «по свейским вестем» к Новгороду Великому вторым воеводой передового полка, откуда был отправлен в Псков. В 1590 году получил чин окольничего и стоял в Новгороде с большим полком вторым воеводой. Зимой 1590/1591 года водил сторожевой полк к Копорью, после взятия которого у шведов участвовал в штурме Ругодива. После взятия крепости отправлен в Тесов, откуда ходил к Выборгу. В 1595 году послан в Каширу третьим воеводой полка левой руки. В том же 1595 году входил в состав русского посольства, подписавшего Тявзинский мир со Швецией. В 1598 году направлен первым воеводой в Рязань.

## Служба при Борисе Годунове
Участник Земского собора в 1598 году, на котором был выбран царём Борис Годунов. Во время «Дела Романовых» был послан на двор А. Н. Романова с целью изъятия «кореньев». Царь Борис Годунов назначил Михаила Салтыкова главой Панского приказа. В 1600 — 1601 годах участвовал в переговорах с польским посольством, возглавляемым канцлером Львом Ивановичем Сапегой. В 1601—1602 годах руководил ответным русским посольством в Польшу. После возвращения из дипломатической миссии в Москву Михаил Глебович Салтыков был пожалован боярством.
Затем боярин М. Г. Салтыков выполнял разные дипломатические дела, относящиеся к царской семье. В 1602 году участвовал во встрече датского принца Иоганна, жениха царевны Ксении Годуновой. Это свидетельствовало о его особо приближенном положении к царю Борису Годунову.
В конце 1604 года боярин Михаил Глебович Салтыков в составе царской армии участвовал в походе в Северскую землю против польско-литовских отрядов Лжедмитрия I. М. Г. Салтыков был (вместе с князем Ф. А. Звенигородским) назначен воеводой сторожевого полка в Брянске, затем стал вторым воеводой передового полка при князе Василии Васильевиче Голицыне.

## Служба при Лжедмитрии I и Василии Шуйском
В мае 1605 года после смерти царя Бориса Годунова и воцарения его сына Фёдора Борисовича воевода Михаил Глебович Салтыков был назначен вторым воеводой передового полка (при воеводе Иване Ивановиче Годунове) в русской армии при осаде Кром. Вместе с другими воеводами перешёл под Кромами на сторону Лжедмитрия и служил самозванцу. Во время похода самозванца из Тулы на Москву Михаил Глебович Салтыков был вторым дворовым воеводой (после князя Ивана Васильевича Голицына).
Активный участник заговора в мае 1606 года против Лжедмитрия I, но после воцарения боярина князя Василия Ивановича Шуйского был удалён из Москвы, получив назначение воеводой в Ивангород, а затем в Орешек. В начале 1609 года ивангородский воевода М. Г. Салтыков попытался помешать переговорам князя Михаила Васильевича Скопина-Шуйского со шведами, поскольку сам присягнул на верность Лжедмитрию II.
В 1609 году бежал из Орешка в Тушино, где стал во главе наиболее пропольской группы русских феодалов при Лжедмитрии II. Вскоре он предал лжецаря и вступил в сговор с поляками, желавшими выдать самозванца польскому королю Сигизмунду III Вазе. Михаил Салтыков стал одним из разработчиков проекта избрания на московский царский престол польского королевича Владислава Вазы.

## При Семибоярщине
В январе 1610 года боярин Михаил Глебович Салтыков возглавил посольство русской знати к Сигизмунду III под Смоленск, которое заключило договор с поляками об избрании Владислава IV Ваза русским царём в феврале 1610 года. С осени 1610 года — помощник польского коменданта в Москве Александра Гонсевского. Добивался от патриарха Гермогена осуждения Первого ополчения. 21 сентября 1610 года бояре получили от польского короля Сигизмунда III грамоту с приказанием наградить Салтыкова и его товарищей за то, что они первые приехали из Тушина и присягнули ему. Михаил Салтыков получил обширные владения (волость Чаронда, бывшая прежде за Борисом Годуновым, а потом за князем Михаилом Скопиным, волость Тотьма на Костроме, Красное село и Решма).
В феврале 1611 года, совместно с князем Юрием Никитичем Трубецким, боярин Михаил Глебович Салтыков руководил посольством от Семибоярщины в Польшу с требованием присылки новых польских войск и отпуска королевича Владислава в Москву. В Россию после этого М. Г. Салтыков уже не вернулся, он вместе со своими сыновьями перешел на службу к польскому королю и вошел в состав двора нареченного московского царя Владислава. От польского короля Сигизмунда III он получил в Смоленском воеводстве крупные земельные пожалования. Его потомство пользовалось гербом Солтык.
В одном из пожалованных ему от короля сел, Бизюкове (в 9 верстах от Дорогобужа, на правом берегу Днепра), после смерти Михаила Глебовича Салтыкова его сыновья основали около 1620 года православный Крестовоздвиженский Бизюков монастырь, подарив ему деревни и угодья.

## Местнические споры
Михаил Глебович Салтыков известен своими многочисленными местническими спорами. Он очень часто считал свои служебные назначения умалением родовой чести и затевал местнические споры: в 1581 году с Владимиром Васильевичем Головиным и князьями Иваном Самсоновичем Турениным и Михаилом Васильевичем Ноздреватым. В 1582 году — с тем же Владимиром Васильевичем Головиным, Григорием Фёдоровичем Гущей Колычевым и князем Василием Михайловичем Лобановым-Ростовским. В 1585 году — с князем Романом Агишевичем Тюменским и князем Андреем Дмитриевичем Хилковым (оба князя выиграли спор). В 1587 году — с Никитой Ивановичем Очином-Плещеевым, князьями Василием Мусой Петровичем Турениным и Василием Дмитриевичем Хилковым. В 1588 году — с князьями Фёдором Андреевичем Звенигородским, Семёном Григорьевичем Звенигородским, Иваном Юрьевичем Токмаковым и Михаилом Самсоновичем Турениным. В 1589 году — с князем Александром Фёдоровичем Жировым-Засекиным. Всего таких споров было двадцать один. Это говорит о том, что М. Г. Салтыков обладал непомерными амбициями и постоянно был недоволен тем местом, которое занимал при царском дворе.

## Семья
Женат на княжне Ульяне (Иулиании) Михайловне Звенигородской, от брака с которой имел шестерых детей. Сыновья: Иван Большой, Пётр, Иван Меншой, Фёдор и Павел Салтыковы. Его единственная дочь стала женой князя Юрия Никитича Трубецкого, от этого брака происходят все последующие князья Трубецкие. Среди внуков — бояре Степан Иванович и Фёдор Петрович Салтыковы, дочь последнего — царица Прасковья Фёдоровна.